# بانک الاثمار
بانک الاثمار (انگلیسی: Ithmaar Bank) شرکت خدمات مالی و بانکداری بحرینی است، که در سال ۱۹۸۲ تأسیس شد.